# Brachycentrotus gracilis
Brachycentrotus gracilis är en insektsart som beskrevs av Metcalf 1954. Brachycentrotus gracilis ingår i släktet Brachycentrotus och familjen hornstritar. Inga underarter finns listade i Catalogue of Life.